# Saint-Venant
Saint-Venant település Franciaországban, Pas-de-Calais megyében. Lakosainak száma 3002 fő (2022. január 1.). Saint-Venant Haverskerque, Robecq, Thiennes, Aire-sur-la-Lys, Busnes, Guarbecque, Isbergues és Saint-Floris községekkel határos.

## Népesség
A település népessége az elmúlt években az alábbi módon változott:
| Lakosok száma | 2987 | 2978 | 3052 | 3027 | 3036 | 3062 | 3041 | 3022 | 3002 |
|               | 2013 | 2015 | 2016 | 2017 | 2018 | 2019 | 2020 | 2021 | 2022 |